# June Gable
June Gable (née le 5 juin 1945 à New York) est une actrice américaine, surtout connue pour son rôle d'Estelle Leonard, l'agent de Joey Tribbiani et d'une infirmière lors de la naissance de Ben dans la sitcom américaine Friends. 

## Biographie
June Gable est née June Golub, à New York dans la famille de Joseph et Shirl Golub.
Elle a étudié l'art du théâtre à l'Université Carnegie-Mellon à Pittsburgh.